# 桑珀尔盐湖
桑珀尔盐湖（英語：Sambhar Salt Lake）是印度西北部拉贾斯坦邦境内的一个季节性盐湖，面积约230平方公里，是印度最大的湖泊。地处阿拉瓦利岭（Arāvalli Range）一洼地内。每年汛期由河水带来含钠的化合物在河水蒸发后沉积在湖底，在干燥炎热的几个月里，远视如冰雪的盐盖覆盖在湖床上。传说桑珀尔盐湖是公元6世纪由女神 Shakambhari （湿婆之妻难近母的一个化身）所创造。湖东岸建有盐厂，是印度西北部主要的食盐生产基地。